# Homes que tenen relacions sexuals amb homes

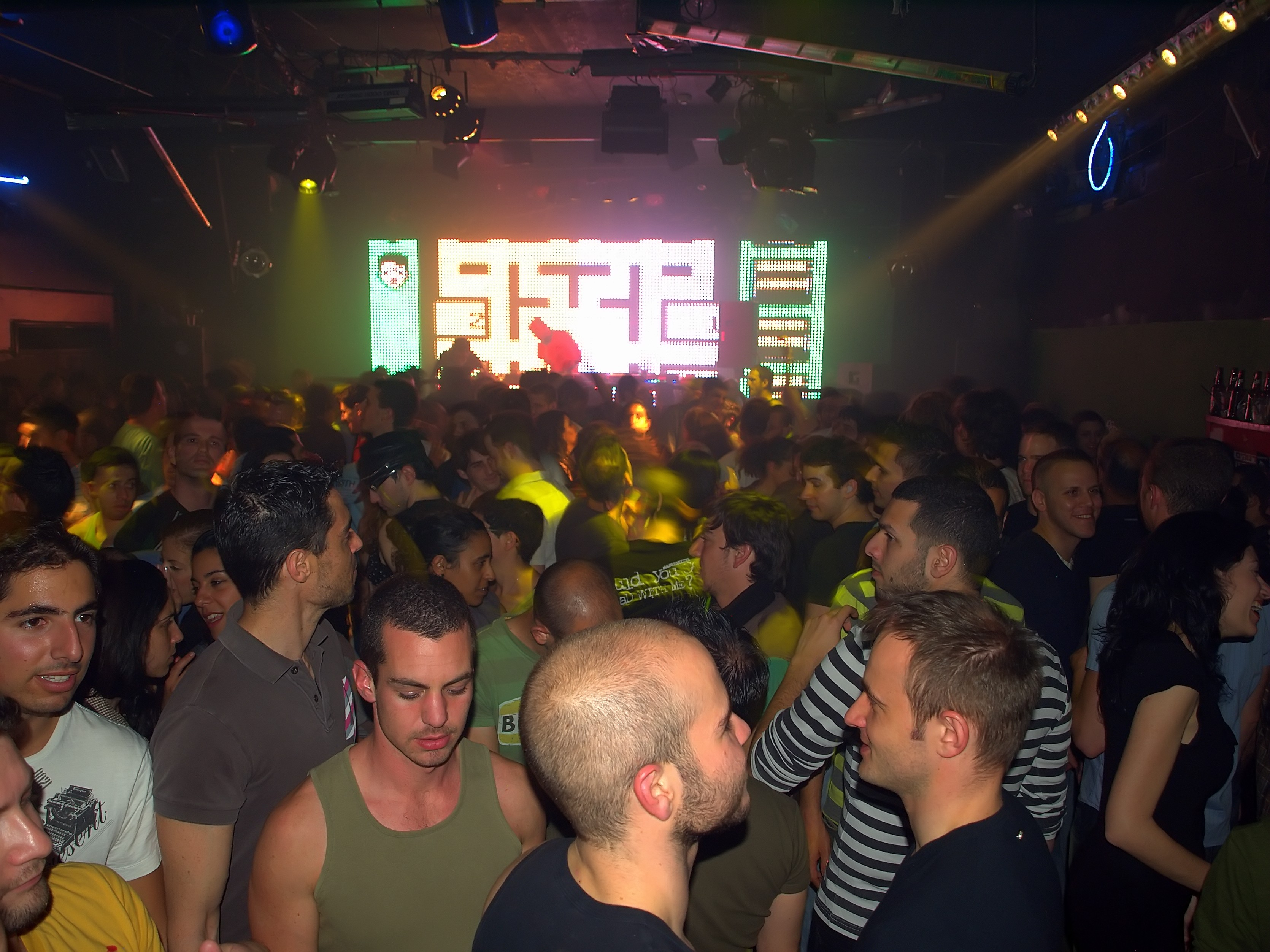
Alguns homes que tenen relacions sexuals amb persones del seu mateix sexe (la foto mostra als clients d'un bar gai de la ciutat israeliana de Tel-Aviv) mai s'identificarien a si mateixos com a homes que tenen sexe amb homes. Es tracta d'un terme científic utilitzat gairebé exclusivament en textos acadèmics o en informes oficials.

Els homes que tenen sexe amb homes (HSH, o en anglès MSM), són persones del sexe masculí que participen en activitats sexuals amb membres del seu mateix sexe, independentment de com s'identifiquen ells mateixos. Poden autoidentificar-se com bisexuals, pansexuals, homosexuals, o prescindir d'identificació sexual completament.
El terme HSH va ser encunyat en la dècada de 1990 per alguns epidemiòlegs que estudiaven la propagació de les infeccions de transmissió sexual en aquells homes que, independentment de la seva identitat sexual, tenien relacions sexuals amb altres homes.
A dia d'avui, l'ús de les sigles HSH és freqüent en la literatura mèdica i en la recerca social per descriure a aquests homes com a grup en els estudis de recerca sense considerar qüestions d'orientació sexual. El terme no descriu alguna activitat sexual específica, i les activitats que són abastades per aquest depenen del context.

## Com a categoria de conducta
Aquest concepte de conducta prové de dues perspectives acadèmiques diferents. En la primera, els epidemiòlegs buscaven categories de conducta que oferissin millors conceptes analítics per a l'estudi del risc de malalties que categories basades en identitat (com a "gai", "bisexual" o "heterosexual"), perquè un home que s'identifica a si mateix com a gai o bisexual no necessàriament és sexualment actiu amb homes, i algú que s'identifica com a heterosexual pot ser sexualment actiu amb homes. En la segona, el seu ús està lligat a la crítica dels termes d'identitat sexual, la qual és predominant en la literatura de construcció social, i que típicament va rebutjar l'ús de conceptes basats en identitat a través dels contextos històrics i culturals. El periòdic HuffPost postula que el terme HSH va ser creat per Cleo Manago, l'home a qui també se li acredita l'haver encunyat el terme amant del mateix gènere.
Els HSH no estan limitats a subpoblacions petites, autoidentificades i visibles. HSH i gai es refereixen a dues coses diferents: conductes i identitats socials. HSH es refereix a les activitats sexuals entre homes, independentment de com s'identifiquin, mentre que gai pot incloure aquestes activitats però, en general, és vist més com una identitat cultural. Homosexualitat es refereix a l'atracció romàntica/sexual entre membres del mateix sexe i pot o no incloure relacions romàntiques. Gai és una identitat social i és generalment el terme social preferit, mentre que homosexual és usat en contextos formals, encara que els termes no són completament intercanviables. Els homes que són no heterosexuals o que qüestionen la seva sexualitat poden identificar-se amb tots, cap, una combinació d'aquests, o un dels termes més nous que indiquin una identitat sexual, romàntica i cultural similar com bi-curiós.
En una avaluació del coneixement sobre les xarxes i conductes sexuals d'HSH a Àsia, Dowsett, Grierson i McNally van concloure que la categoria d'HSH no correspon a una única identitat social en cap dels països que es van estudiar. No va haver trets similars en tota la població d'HSH estudiada a part de ser del sexe masculí i participar en activitats sexuals amb altres individus del mateix sexe.
En alguns països, les relacions homosexuals poden ser il·legals o tabú, provocant que els HSH siguin difícils de contactar.

### Aplicat a individus transgènere
L'ús precís del terme i la seva definició han variat pel que fa a les dones transgènere, gent que va néixer del sexe masculí o amb genitals ambigus que s'autoidentifiquen com a dones. Algunes fonts consideren com HSH les dones trans que tenen sexe amb persones del sexe masculí, unes altres les consideren "junt" els HSH, i unes altres són internament inconsistents (definint a les dones transgènere com HSH en un lloc però referint-se a "HSH i transgènere" en un altre).

## Prevalença
Determinar el nombre d'homes que alguna vegada han tingut sexe amb un altre home és difícil. A nivell mundial, almenys el 3 % dels homes, i potser fins al 16 % dels homes ha tingut sexe amb un altre home en alguna ocasió.
Als Estats Units, entre els homes de 15 a 44 anys, un aproximat del 6 % ha participat en sexe oral o anal amb un altre home en algun moment de la seua vida, i aproximadament el 2.9 % ha tingut almenys un company sexual del sexe masculí en els 12 mesos anteriors.

## Pràctiques sexuals

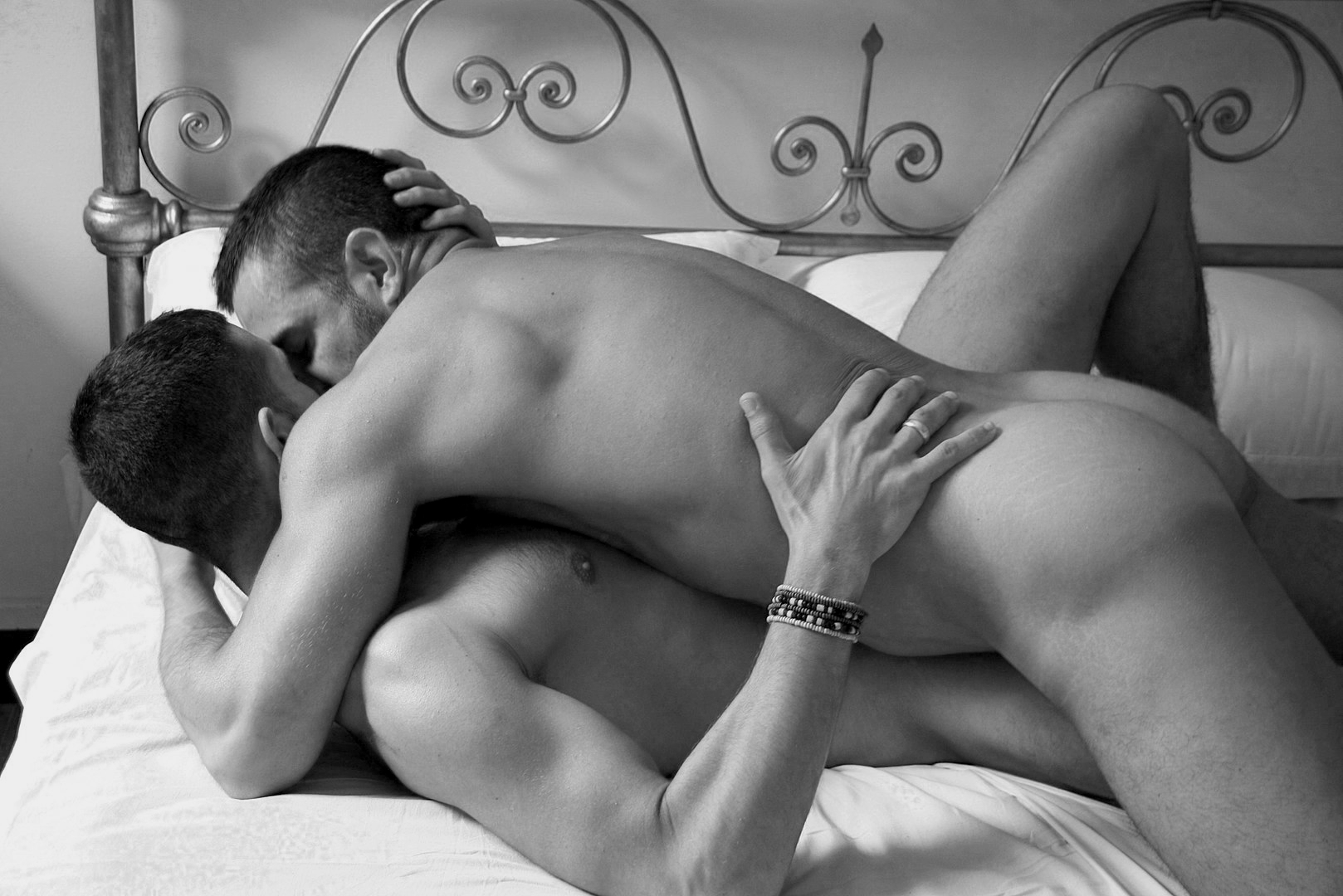
Dos homes abraçant-se i besant-se íntimament.

Històricament, el sexe anal ha estat popularment associat amb l'homosexualitat masculina i els HSH. Molts HSH, no obstant això, no practiquen el sexe anal, i poden realitzar sexe oral o diverses formes de sexe sense penetració com frot, frottage, masturbació mútua, petons i massatges eròtics, en el seu lloc. Aquestes activitats poden ser realitzades en diverses postures sexuals. Entre homes que tenen sexe anal amb altres homes, a qui realitza la penetració se li crida actiu, a qui és penetrat se li crida passiu, i qui gaudeix realitzar qualsevol dels dos rols és conegut com a versàtil.

## Qüestions de salut
Tot i que les institucions de salut emeten recomanacions en general per a la població que és sexualment activa, existeixen programes específics amb la finalitat de promoure la salut física i mental dels HSH.
La institució Centres per al Control i Prevenció de Malalties (CCPEEU) afirma que:
| « | L'estigma, l'homofòbia i la discriminació afecten la salut i el benestar dels homes homosexuals i bisexuals, i poden evitar que busquin i rebin serveis de salut d'alta qualitat, incloses les proves de VIH, el tractament i altres serveis de prevenció. Aquests problemes posen els homes homosexuals i bisexuals en major risc de contraure el VIH. | » |
| — Centres per al control i prevenció de malalties, https://www.cdc.gov/hiv/group/msm/index.html "HIV and Gay and Bisexual Men" | |   |

Algunes de les recomanacions d'institucions de salut, que poden ser d'utilitat per a totes les persones sexualment actives, però que poden tenir major rellevància pels HSH inclouen:
- Utilitzar protecció durant les relacions sexuals, especialment durant el coit anal. Es recomana l'ús del condó acompanyat de lubrificant amb base d'aigua.
- Vacunar-se per prevenir Hepatitis A, Hepatitis B i el virus del papil·loma humà.
- Realitzar-se proves cada cert temps per detectar si es pateix alguna infecció de transmissió sexual, i obtenir el tractament adequat en cas de ser necessari.
- Tenir una relació monògama estable.
- Evitar el consum d'alcohol i de drogues recreatives durant l'activitat sexual, ja que el seu ús pot augmentar la probabilitat de participar en pràctiques sexuals d'alt risc.
- Consultar a professionals de la salut amb els quals se sentin còmodes en parlar sobre la seva activitat sexual.
- Cuidar la salut mental, ja sigui parlant amb amics o consultant a un professional qualificat.[20][21]

### Organitzacions i polítiques públiques
Atès que les persones gais i lesbianes van començar a organitzar-se pels seus drets, l'accés a l'atenció sanitària d'igualtat segueix sent una qüestió important, però en ocasions té menor rellevància. Les organitzacions de salut específiques per a la comunitat gai-lèsbica, entre elles organitzacions de beneficència, eduquen en temes específics, clíniques de salut, i fins i tot s'han creat organitzacions professionals per a les persones gais i lesbianes, i els seus aliats. Molts d'ells han advocat per canvis específics de les diferents pràctiques governamentals, i en els esforços en curs per legalitzar el matrimoni entre persones del mateix sexe. Sovint es veuen exemples del fet que les persones gais i lesbianes no obtenen cobertura de salut idèntica a la qual obtenen les persones heterosexuals.

### Infeccions de transmissió sexual
Els HSH tenen dues formes principals d'activitat sexual que impliquen els majors riscos, el sexe anal sense protecció i l'ejaculació en la boca del company durant el sexe oral, encara que no tots els HSH participen en aquestes activitats.
Una parella heterosexual té les mateixes possibilitats de contreure VIH que dos homes que tinguin sexe. En general, la persona que rebi el semen està en major risc de contreure el VIH a causa que el revestiment del recte és fi i pot permetre l'entrada del virus en el cos durant el sexe anal. No obstant això, una persona que insereix el seu penis en una parella que té la infecció també està en risc perquè el VIH pot entrar a través de la uretra o a través d'incisions petites, abrasions o nafres obertes en el penis. A més, és més probable que els preservatius es trenquin durant el sexe anal que durant el sexe vaginal quan no s'acompanyen amb lubrificant íntim que sigui compatible amb el làtex, per la qual cosa és aconsellable l'ús de lubrificants amb base d'aigua (els lubrificants amb base d'oli poden danyar el làtex del preservatiu).

#### VIH/sida
La sida (síndrome d'immunodeficiència adquirida) és una malaltia del sistema immune humà causat pel VIH (virus d'immunodeficiència humana).
El VIH pot infectar a qualsevol persona, independentment de quin sigui el seu sexe biològic, el seu origen ètnic o la seva orientació sexual.
A tot el món, aproximadament el 5–10 % de les infeccions per VIH són el resultat de les relacions sexuals entre homes. Específicament als Estats Units, “els homes que han tingut relacions sexuals amb homes des de 1977 presenten una prevalença de casos de VIH (el nombre total de casos de la malaltia que està present en una població en un punt específic en el temps) que és 60 vegades superior a la de la població en general”.
El 2007, la major part del VIH/sida que es diagnosticava entre adults i adolescents als Estats Units eren homes que tenien sexe amb homes (HSH). Aquesta categoria representava el 53 % dels diagnòstics generals i el 71 % de els homes.
Atenent un estudi del CDC, la prevalença del VIH en la població dels Estats Units HSH varia àmpliament segons l'origen ètnic. “El 46 % dels HSH negres té VIH, mentre que la taxa de VIH pels HSH blancs s'estima en un 21 %, i per HSH llatins, en un 17 %”.
Als Estats Units, el 2004, els comportaments de risc més alts de transmissió van ser relacions sexuals entre homes (40–49 % dels nous casos) i relacions sexuals heterosexuals d'alt risc (32–35 % dels casos nous). La infecció per VIH està augmentant un 12 % l'any entre els homes nord-americans de 13 a 24 anys que tenen sexe amb homes. Els experts atribueixen això a la "fatiga de la sida", per culpa dels joves que no tenen cap memòria de la pitjor fase de l'epidèmia en la dècada de 1980 i principis dels anys 1990, i també a causa de la “fatiga de condó” entre aquells que s'han cansat i desil·lusionat amb el missatge implacable de sexe segur. L'augment també pot ser causa de nous tractaments. Als països en vies de desenvolupament, les taxes d'infecció per VIH han augmentat entre els HSH. Els estudis han trobat que menys del 5 % dels HSH a Àfrica, Àsia i Amèrica Llatina tenen accés als serveis d'atenció de la salut relacionats amb el VIH.

##### Prevenció del VIH amb PrEP
La profilaxi preexposició per al VIH (PrEP) és l'ús de medicaments per prevenir la transmissió del VIH en persones que encara no han estat exposades al virus. Quan s'usa seguint les indicacions, la PrEP ha demostrat ser altament efectiva, reduint el risc de contreure VIH fins a un 99 %. La Unió Europea i nombrosos països han aprovat l'ús de PrEP per la prevenció del VIH/SIDA, incloent-hi els Estats Units, Corea del Sud, França, Noruega, Austràlia, Israel, Canadà, Kenya, Sud-àfrica, Perú, Tailàndia i Taiwan. Nova Zelanda va ser un dels primers països en finançar públicament la PrEP per a la prevenció de VIH al març de 2018.

#### Altres infeccions de transmissió sexual
Segons els CCPEEU, els homes que tenen sexe amb altres homes tenen una probabilitat més alta de contreure hepatitis viral i, aproximadament, el 10 % de les noves infeccions d'hepatitis A i el 20 % de totes les noves infeccions d'hepatitis B als Estats Units són entre homes gais i bisexuals. Aproximadament un terç de la població mundial, més de 2000 milions de persones, estan infectades amb el virus de l'hepatitis B (VHB). L'hepatitis B és una malaltia causada pel VHB que infecta el fetge i causa una inflamació anomenada hepatitis.
Tenen un augment de la incidència i la prevalença d'infeccions de transmissió sexual, incloent l'herpes, virus associat al sarcoma de Kaposi i la sífilis. Això segueix un augment de malalties de transmissió sexual entre els homes que tenen sexe amb homes als Estats Units.
Causada per la infecció pel Treponema pal·lid, la sífilis es transmet de persona a persona per contacte directe per una ferida, que es produeix principalment en els genitals externs o en la vagina, l'anus o el recte. Les nafres també poden aparèixer als llavis i a la boca. La transmissió de l'organisme es produeix durant el sexe vaginal, anal o oral. El 2006, el 64 % dels casos notificats als Estats Units eren entre els homes que tenien sexe amb homes. Això és coherent amb un augment en la incidència de la sífilis entre HSH en altres nacions desenvolupades, atribuït per autors d'Austràlia i el Regne Unit a l'augment de les taxes de relacions sexuals sense protecció entre la comunitat HSH.
El virus del papil·loma humà (VPH) és un virus comú en la gent que és sexualment més activa i el tindrà en algun moment de les seua vida. Es passa a través del contacte genital i també es troba a les àrees que els condons no cobreixen. La majoria dels homes que contreuen VPH de qualsevol tipus mai desenvolupa símptomes o problemes de salut. Alguns tipus de VPH poden causar berrugues genitals, càncer de penis o el càncer anal. Els homes amb sistema immunològic compromès tenen més probabilitats que altres homes a desenvolupar càncer anal. Els homes amb VIH tenen també més probabilitats d'adquirir malalties severes de les berrugues genitals que són difícils de tractar.

### Salut mental
Segons els Centres per al Control i Prevenció de Malalties, la majoria dels homes gais i bisexuals tenen i mantenen una bona salut mental, encara que recerques suggereixen que tenen un risc major de patir problemes de salut mental. L'estigma i l'homofòbia poden tindre conseqüències negatives en la seua salut. Comparats amb altres homes, els homes gai i bisexuals tenen major probabilitat de patir depressió i ansietat.